# Президент Румунії
Президент Румунії — глава держави Румунії. Президент обирається за мажоритарною системою абсолютної більшості на п'ятирічний термін (з 2004 року, після зміни Конституції в 2003 році). Одна й та сама особа не може бути президентом більше ніж два строки підряд. Під час перебування на посту глави держави президент не може бути формальним членом політичної партії.
Пост президента був створений у 1974 році, коли Голова Державної Ради Соціалістичної Румунії Ніколае Чаушеску підніс пост Голови Державної Ради СРР до повноцінного виконавчого рівня. Поетапно він поступово набув своєї нинішньої форми після Румунської революції 1989 року, що завершилося прийняттям чинної Конституції Румунії в 1991 році.

## Список
| # | Портрет | Ім'я                                       | Термін                             | Партія                                |
| - | ------- | ------------------------------------------ | ---------------------------------- | ------------------------------------- |
| 1 |         | Ніколае Чаушеску (Nicolae Ceauşescu)       | 29 березня 1974 — 22 грудня 1989   | Румунська комуністична партія         |
| 2 |         | Йон Ілієску (Ion Iliescu)                  | 22 грудня 1989 — 29 листопада 1996 |                                       |
| 3 |         | Еміль Константінеску (Emil Constantinescu) | 29 листопада 1996 — 20 грудня 2000 |                                       |
| 2 |         | Йон Ілієску (Ion Iliescu)                  | 20 грудня 2000 — 20 грудня 2004    |                                       |
| 4 |         | Траян Бесеску (Traian Băsescu)             | 20 грудня 2004 — 20 квітня 2007    |                                       |
| — |         | Ніколає Векерою (в. о.) (Nicolae Văcăroiu) | 20 квітня 2007 — 23 травня 2007    | Соціал-демократична партія            |
| 4 |         | Траян Бесеску (Traian Băsescu)             | 23 травня 2007 — 10 липня 2012     |                                       |
| — |         | Крін Антонеску (в. о.) (Crin Antonescu)    | 10 липня 2012 — 27 серпня 2012     | Національна ліберальна партія Румунії |
| 4 |         | Траян Бесеску (Traian Băsescu)             | 27 серпня 2012 — 21 грудня 2014    |                                       |
| 5 |         | Клаус Йоганніс (Klaus Iohannis)            | 21 грудня 2014 — 12 лютого 2025    |                                       |
| — |         | Іліє Боложан (в. о.) (Ilie Bolojan)        | 12 лютого 2025 — 26 травня 2025    | Національна ліберальна партія Румунії |
| 6 |         | Нікушор Дан (Nicușor Dan)                  | 26 травня 2025 —                   |                                       |